# La Granja d’Escarp
La Granja d'Escarp – gmina w Hiszpanii, w prowincji Lleida, w Katalonii, o powierzchni 38,43 km². W 2011 roku gmina liczyła 986 mieszkańców.